# La mia vita con John F. Donovan
La mia vita con John F. Donovan (The Death and Life of John F. Donovan) è un film drammatico del 2018 scritto e diretto da Xavier Dolan, al suo primo film in lingua inglese.
Fanno parte del cast principale Kit Harington, Natalie Portman, Jacob Tremblay, Susan Sarandon, Kathy Bates, Ben Schnetzer, Thandie Newton e Amara Karan.

## Trama
Rupert Turner è un bimbo inglese che è sempre stato un grande fan di John Francis Donovan, star americana del cinema e della televisione, che muore a neanche trent'anni nel 2006 a New York completamente solo, da tempo insonne e caduto in disgrazia dopo una serie di scandali che lo hanno coinvolto.
Dopo un decennio, il ragazzo attore Rupert racconta, in un'intervista con la giornalista Audrey Newhouse, concessa a Praga nel 2017 dove sta girando un film, la sua amicizia epistolare con l'attore durata 5 anni e iniziata quando aveva 11 anni.
Attraverso le loro lettere Rupert racconta l'esistenza tormentata, tra i compromessi con la fama e pregiudizi che hanno ostacolato la breve ma intensa vita piena di menzogne del suo idolo.

## Produzione

### Cast
A dicembre 2014 è stato annunciato che Kit Harington e Jessica Chastain avrebbero recitato nel film The Death and Life of John F. Donovan diretto da Xavier Dolan, su una sceneggiatura scritta da Dolan assieme a Jacob Tierney.
Nello stesso mese, è stata annunciata la partecipazione di Susan Sarandon e Kathy Bates al cast del film. Sarandon avrebbe interpretato il ruolo della madre di Donovan, mentre Bates avrebbe vestito i panni della sua manager.
Nel novembre 2015 è stato annunciato che la cantante Adele era in trattative per apparire in un cameo.
Nel febbraio 2016, Natalie Portman, Nicholas Hoult e Thandie Newton si sono uniti al cast. A luglio dello stesso anno, è stato annunciato che Ben Schnetzer si è unito al cast del film, in sostituzione di Nicholas Hoult.

### Riprese
La lavorazione del film è iniziata il 9 luglio 2016 a Montréal. A febbraio 2017 la produzione è ripresa a Montréal, prima di venir definitivamente completata nella primavera di quell'anno tra Londra e Praga.
Durante la fase di post-produzione il personaggio interpretato da Jessica Chastain è stato tagliato dal montaggio finale del film: su questo Dolan ha dichiarato attraverso il proprio Instagram che la difficile decisione è stata puramente di carattere editoriale e narrativo.

## Distribuzione
Dolan era stato invitato a presentare in anteprima il suo film al Festival di Cannes 2018, ma il regista non era ancora contento del risultato finale e ha preferito posticipare la presentazione ad un festival autunnale.
Il film è stato perciò poi presentato in anteprima mondiale al Toronto International Film Festival il 10 settembre 2018.
L'uscita nelle sale cinematografiche italiane era prevista per il 7 marzo 2019, tuttavia la Lucky Red ha ritenuto più opportuno programmare il film I villeggianti di Valeria Bruni Tedeschi per quella stessa settimana, motivo per cui l'uscita è stata rimandata al 27 giugno dello stesso anno.

## Accoglienza

### Incassi
Il film si è rivelato un completo insuccesso commerciale: infatti ha incassato globalmente 3.36 milioni di dollari, neanche un quarto del budget di produzione iniziale, superiore ai 35 milioni di dollari.

### Critica
Oltre che al botteghino, il film è stato accolto molto negativamente anche dalla critica, sin dalla sua presentazione al Toronto International Film Festival.
Per esempio, sul sito web Rotten Tomatoes il film riceve soltanto il 18% delle recensioni professionali positive, con un voto medio di 4/10, basato su 17 critiche. Anche su Metacritic il film ottiene un punteggio di 28 su 100, indicando "recensioni generalmente sfavorevoli".
Per quanto riguarda la critica nordamericana, IndieWire ha etichettato il film come "il peggiore" della carriera del regista Xavier Dolan, oltre ad aver definito la sceneggiatura "da soap-opera" e "mal costruita".
Anche The Guardian non ha apprezzato il film, assegnando un punteggio di una sola stella su 5, giudicandolo un "pasticcio confuso". Il critico cinematografico RogertEbert.com ha criticato le scelte musicali di Dolan e ha contestato i "grandi difetti" del film, ma ha comunque elogiato la performance del giovane Jacob Tremblay.
The Hollywood Reporter ha descritto il cast come "impressionante", ma ha bollato il film come "uno psicodramma immaturo, impacciato e troppo lungo".
L'unica recensione decisamente più positiva è giunta da Screen International, che ha definito il film "un ritorno in un territorio familiare per Dolan ma è bello riaccoglierlo a casa".

## Riconoscimenti
- 2018 - Toronto International Film Festival
  - Candidatura per il Miglior film canadese a Xavier Dolan

## Curiosità
- La vita e il declino dell'attore Donovan rappresentati nella storia hanno ricordato forti similitudini con la carriera, la figura e la tragica fine di Heath Ledger[19] a pochi anni di distanza, sempre a New York e per overdose di psicofarmaci per combattere l'insonnia.
- Le lettere scritte dal finto "Rupert Turner" bambino invece si ispirano a quelle scritte realmente dal regista Xavier Dolan da piccolo all'idolo Leonardo DiCaprio.[20]